# Buritizal (Macapá)
Buritizal é um bairro do município brasileiro de Macapá, capital do estado do Amapá. Segundo o censo demográfico de 2022, realizado pelo Instituto Brasileiro de Geografia e Estatística (IBGE), sua população era de 15 194 habitantes e havia 4 704 domicílios particulares permanentes ocupados.
De acordo com o IBGE, em 2010 a população era de 25 651 habitantes e havia 6 366 domicílios particulares.
A consolidação do bairro teve início na década de 1960, quando a Zona Sul de Macapá passava por um considerável desenvolvimento demográfico e territorial, tendo o bairro passado por um novo processo de expansão por volta de 1985.